# مقاطعة شيناندوا (فيرجينيا)
 مقاطعة شيناندوا  (بالإنجليزية:  Shenandoah County)‏ هي إحدى المقاطعات في ولاية فيرجينيا في الولايات المتحدة الأمريكية.

## أعلام
- تشارلز بيج توماس مور
- صموئيل أوغسطين ميلر